# Araïk Harutiunian
Araïk Harutiunian (armeni: Արայիկ Հարությոնյան)  (Khankendi, 14 de desembre de 1973) és un polític armeni que va ser president de la República d'Artsakh entre 2020 i 2023. Abans va exercir com a Primer Ministre d'Estat, càrrec que ocuparia entre 2017 i 2018) i com a sisè i últim primer ministre de la República d'Artsakh des del 2007 fins a la seva abolició amb l'aprovació d'una nova constitució el 2017.

## Biografia
Harutiunian va néixer a Stepanakert, aleshores capital de la província autònoma de Nagorno-Karabakh, part de l'RSS de l'Azerbaidjan, aleshores Unió Soviètica, el 1973. Va assistir a l'Institut Estatal d'Economia d'Erevan el 1990 i dos anys després, el 1992, es va unir a les forces d'autodefensa de Nagorno-Karabakh i va participar en la Primera Guerra de l'Alt Karabakh. Després de la guerra, es va traslladar de l'Institut Estatal d'Economia d'Erevan a la Facultat d'Economia de la Universitat Estatal d'Artsakh, on es va graduar el 1995. Tres anys més tard, el 1998, va acabar un postgrau a la mateixa universitat.

## Carrera
Harutiunian va començar la seva carrera al Ministeri de Finances i Economia d'Artsakh el 1994, treballant al gabinet del ministre. El 1997 va deixar el ministeri i va començar a treballar al sector privat, a Armagrobank, on hi treballaria fins al 2004.

### A l'Assemblea Nacional
Harutiunian va cofundar el partit Pàtria Lliure el 2005 que va participar en les eleccions parlamentàries del 2005, guanyant 10 dels 33 escons a l'Assemblea Nacional d'Artsakh. També va exercir com a president de la Pàtria Lliure i la facció de la Pàtria Lliure a l'Assemblea Nacional. Harutiunian va dirigir la Comissió de Gestió Financera, Pressupostària i Econòmica de l'Assemblea Nacional.

### Primer Ministre
El 2007, va ser nomenat primer ministre pel llavors president Bako Sahakyan. El seu primer discurs com a primer ministre va estar ple de promeses per reactivar l'economia, la democràcia i la justícia social al país, no reconegut internacionalment. Les mesures urgents que es va comprometre a fer inclouen "la lluita contra la corrupció, el proteccionisme, el sistema de clans i els diversos problemes socials". Després del referèndum constitucional del 2017, Artsakh es va transformar d'un sistema semipresidencial a un sistema presidencial i l'oficina del primer ministre va ser abolida. Harutiunian va romandre al govern d'Isaacyan i va ser nomenat ministre d'Estat.

### Presidència
Va participar i va guanyar les eleccions generals d'Artsakhi de 2020, convertint-se així en el quart president d'Artsakh. Va assumir el càrrec el 21 de maig en una cerimònia a la qual van assistir el seu oponent Masis Mayilyan i també el primer ministre armeni Nikol Paixinian. Durant la cerimònia, que es va celebrar a Shusha en comptes de Stepanakert (una decisió que va enfadar les autoritats de Bakú), va descriure Artsakh i Armènia com "parts inseparables d'una mateixa pàtria nacional". Durant la primera setmana de la seva presidència, va signar dues ordres executives molt publicitades: la primera va canviar la seu de l'Assemblea Nacional d'Artsakh de Stepanakert a Shusha, i amb la segona va fer gratuïta tota l'educació terciària a Artsakh. El 19 de setembre va anunciar que l'Assemblea Nacional es traslladaria de la capital a Shusha el 2022, a temps per al 30è aniversari de la captura de la ciutat.

#### Conflicte de 2020
Durant el conflicte de Nagorno-Karabakh del 2020, el Ministeri de Defensa de l'Azerbaidjan va afirmar que l'exèrcit azerbaidjà havia ferit greument Harutiunian, que havia visitat el front aquell matí. Aquestes acusacions van ser desmentides tant per Harutiunian com perl seu govern. El 23 d'octubre, Harutiunian va publicar una carta oberta al president rus, Vladímir Putin, escrita per ell mateix, demanant el suport rus a Artsakh, assenyalant els llaços històrics de Rússia amb la regió i les nombroses figures russes i soviètiques notables del Karabakh. El 27 d'octubre va destituir Jalal Harutyunyan com a ministre de Defensa. El 9 de novembre, va donar el seu consentiment perquè Nikol Paixinian signés l'acord d'alto el foc de Nagorno-Karabakh de 2020 entre Armènia, l'Azerbaidjan i Rússia.
L'11 de novembre, Harutiunian va demanar als ciutadans d'Artsakh que s'abstinguessin de participar en les protestes armènies a Erevan, cridant-los a tornar a casa i declarant que "Artsakh seguirà sent armeni". Un parell de dies després, va rebre el general Rustam Muradov, comandant de les forces russes de manteniment de la pau a Nagorno-Karabakh, que va arribar a Stepanakert per començar la missió de manteniment de la pau a la regió.
L'1 de desembre de 2020, el president Harutiunian va anunciar que es formaria un govern d'unitat nacional i que es substituirien diversos funcionaris del gabinet, a l'espera de les eleccions anticipades. Va anunciar la seva intenció de deixar la política definitivament i que no es presentaria a les properes eleccions. El 16 de desembre del mateix any va anunciar que totes les decisions relacionades amb la seguretat haurien de ser aprovades pel Consell de Seguretat, donant poders importants al cap del consell, Vitaly Balasanyan.
L'1 de setembre de 2023 va decidir dimitir del seu càrrec de president de la República.

## Honors i premis
- Medalla "Per l'Alliberament de Shushi" i condecorat amb l'ordre "Creu Marcial" 2n grau.
- Per decret del president de la NKR del 30 d'agost de 2016, Harutiunian va ser condecorat amb l'ordre «Grigor Lusavorich» pels seus serveis prestats a la República de Nagorno Karabakh i amb motiu del 25è aniversari de la proclamació de la NKR.